# Academy of St Martin in the Fields
Az Academy of St Martin in the Fields 1959-ben Sir Neville Marriner és John Churchill által alapított világhírű angol kamarazenekar. A londoni székhelyű együttes nevét a St Martin-in-the-Fields templomról vette fel, mely a zenekarnak otthont is ad.

## Története
Bemutatkozó koncertjüket 1959. november 13-án adták Neville Marriner vezetésével a londoni Trafalgar Square-en található anglikán St Martin in the Fields templomban. A kamarazenekar megalakításakor csak 12 fős volt, mely később fúvósokkal is kiegészült. A kivételes hangzásvilágú zenekar összeállítása változó, az előadott művekhez igazodva.

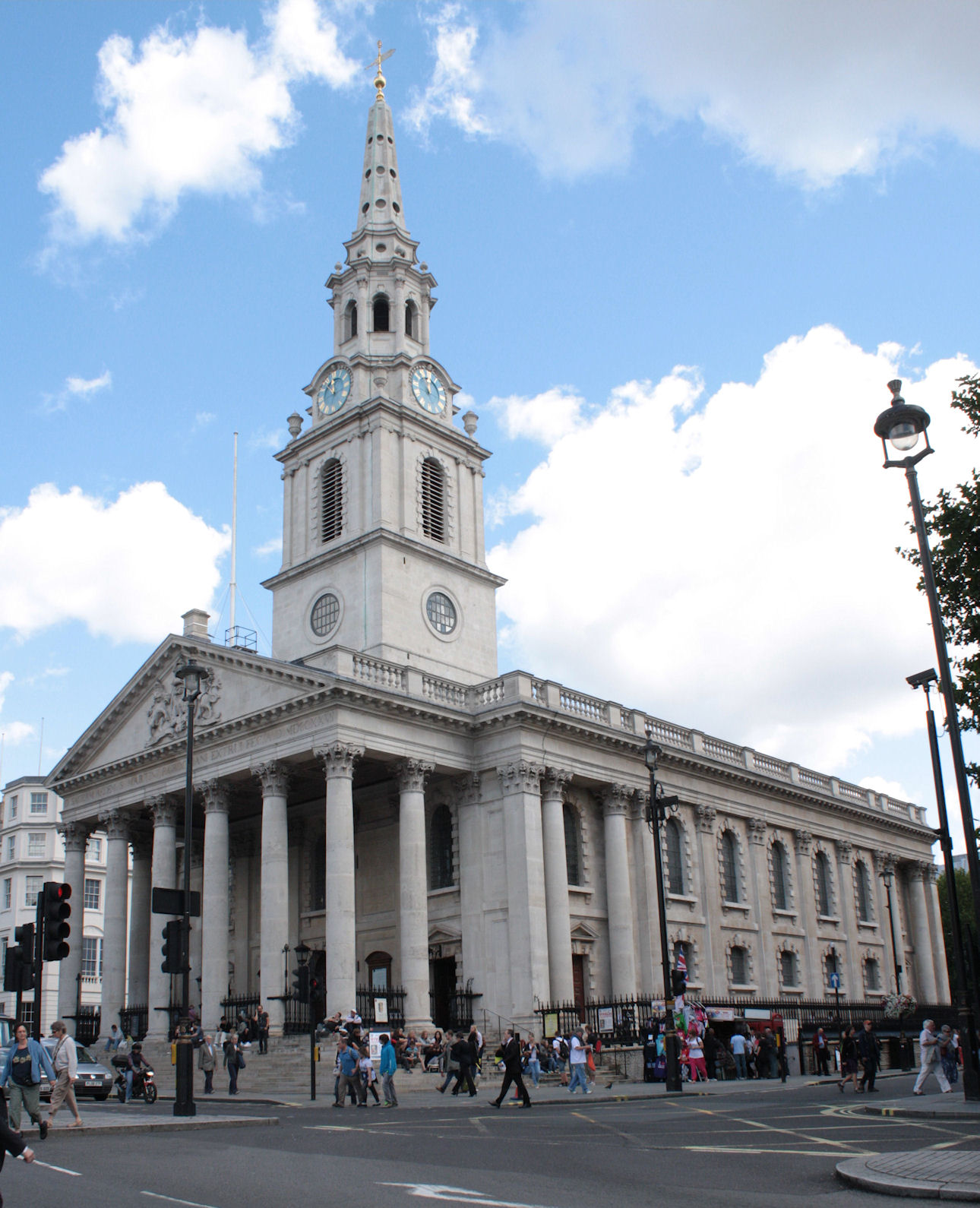
A zenekarnak otthont adó St Martin-in-the-Fields templom

A karmester nélkül, Sir Neville Marriner vezetésével fellépő vonószenekar kezdeti koncertjei kulcsszerepet játszottak Angliában a barokk zene előadásának megújulásában. Az Academy of St Martin in the Fields kamarazenekar viszont nem korabeli hangszereken játszik, eltérően a régizene együttesektől, némi kritika érte is őket ezért Christopher Hogwood részéről. A szinte kizárólag szólistákból álló együttes kezdeti repertoárját – barokk, bécsi klasszikus - kiszélesítve ma már a reneszánsztól a romantikusokon át egészen a kortárs zenéig is előad kompozíciókat.
Marriner az együttes megalakulásától 1969-ig az obbligat és concertino szólókat is játszva irányította a kamarazenekart, 1970-től részben Pierre Monteux bátorítására pedig már a karmester pulpitusról vezényelte zenekarát.
Lemez felvételeiken Marrineren kívül Iona Brown hegedűművész és Kenneth Sillito is vezetik a kamarazenekart, világhírű művészeket vonzott a kamaraegyüttes, mint Christopher Hogwood vagy Alan Loveday.
2000-től a kiváló zongorista Murray Perahia viseli a vezető vendégkarmester címet valamint koncertezik szólistaként is velük.
Az 1985-ben lovagi címet kapott Sir Neville Marriner 1958 és 2011 között művészi tevékenysége mellett az együttes zenei igazgatója is volt, 2011. májusától ezt a posztot a hegedűs-karmester Joshua Bell vette át.
Sir Neville Marriner 2016-ban bekövetkezett haláláig az általa alapított és világhírűvé tett vonószenekar örökös elnöke címet viselte.

## Lemezeik
Az 1961-től kezdetben a L'Oiseau-Lyre lemeztársaság által kiadott lemezeiket több száz újabb lemez követte, az Argo, Capriccio, Chandos, Decca, EMI, Hänssler, Hyperion, Pentatone és a Philips kiadók égisze alatt. Közreadott lemezeiken eltérő névvel is szerepelnek "Argo Chamber Orchestra", "London String Players", és "London Strings" név alatt is megjelentek.
A zenekar lemezein Beethoven, Schubert, Robert Schumann, Csajkovszkij összes szimfóniái, 20. századi brit zeneszerzők kompozíciói, Edward Elgar, Vaughan Williams és Benjamin Britten és természetesen barokk és klasszikus zeneművek hallhatók.
Legnevesebb filmzene felvételük a Miloš Forman által rendezett Oscar-díjat nyert film, az Amadeus (1984) zenéje, valamint a kilenc Oscar-díjat elnyert Angol beteg (The English Patient).

## Névhasználat
A zenekar neve alapításakor: "The Academy of St.-Martin-in-the-Fields" volt (kötőjelekkel), később a kötőjeleket elhagyta. Lemezeiken megjelentek "Argo Chamber Orchestra", "London String Players" és "London Strings" név alatt is.
A magyar névhasználat során pedig előfordul rövidebb névvel is, "St Martin in the Fields kamarazenekar"-ként, valamint "St. Martin-in-the-Fields Kamarazenekar"-ként, a kötőjelet megtartva.

## Külső hivatkozások
- Academy of St Martin in the Fields kamarazenekar hivatalos honlapja
- Sir Neville Marriner, a zenekar alapítója - Encyclopaedia Britannica

## Fordítás
- Ez a szócikk részben vagy egészben  az   Academy of St Martin in the Fields című angol Wikipédia-szócikk ezen változatának fordításán alapul.  Az eredeti cikk szerkesztőit annak laptörténete sorolja fel. Ez a jelzés csupán a megfogalmazás eredetét és a szerzői jogokat jelzi, nem szolgál a cikkben szereplő információk forrásmegjelöléseként.